# Eulmont
Eulmont é uma comuna francesa na região administrativa de Grande Leste, no departamento de Meurthe-et-Moselle. Estende-se por uma área de 7,97 km². Em 2010 a comuna tinha 1 115 habitantes (densidade: 139,9 hab./km²).